# Yvette Mimieux

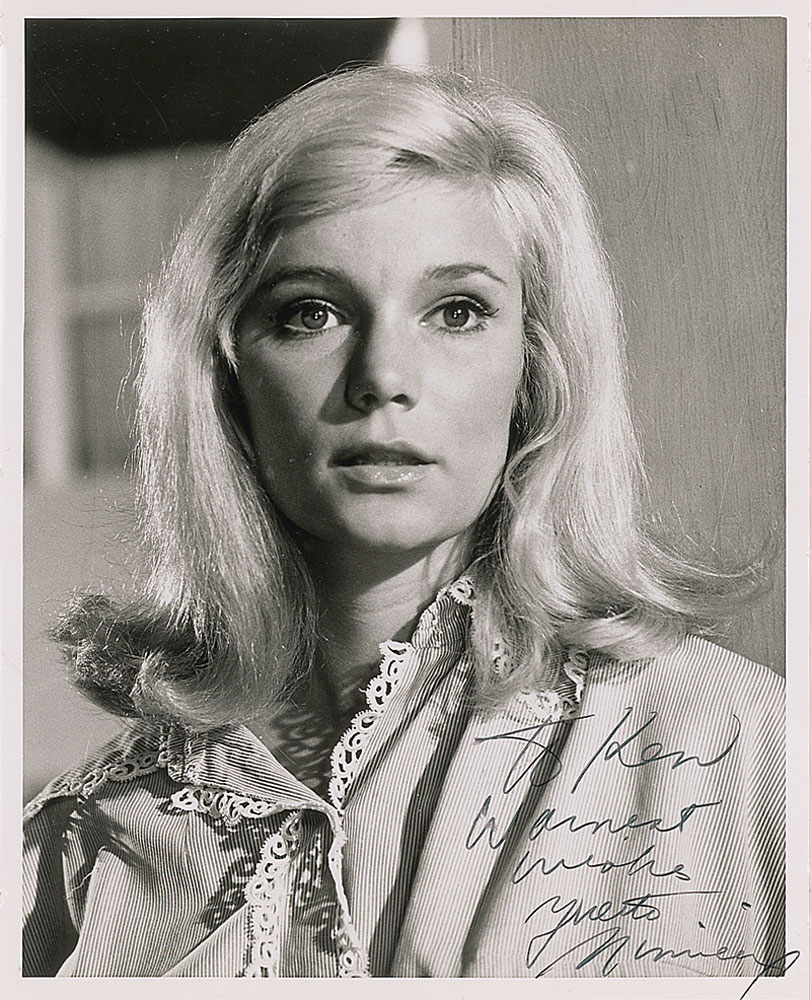
Yvette Mimieux (um 1975)

Yvette Carmen Mimieux (* 8. Januar 1942 in Los Angeles, Kalifornien; † 17. Januar 2022 ebenda) war eine US-amerikanische Schauspielerin.

## Leben
Mimieux wuchs als Tochter des Franzosen René Mimieux und der Mexikanerin Carmen Montemayor mit einem Bruder und einer Schwester auf. Sie hatte einen Schönheitswettbewerb gewonnen und war ein gefragtes Fotomodell, als sie 1959 einen Vertrag bei MGM unterzeichnete. Im Jahr 1964, während ihrer Zeit bei MGM, hatte Mimieux Gastauftritte in zwei Episoden der TV-Serie Dr. Kildare an der Seite von Richard Chamberlain. Dabei spielte sie eine Surferin, die an Epilepsie leidet. In ihrem Auftritt war sie die erste Frau im US-amerikanischen Fernsehen, deren Bauchnabel zu sehen war.
Bereits für ihre erste Filmrolle in dem Kriminalfilm Insel der Sadisten wurde sie für den Golden Globe Award als Beste Nachwuchsdarstellerin nominiert. Es folgten zwei weitere Nominierungen 1965 und 1971, bei denen sie jedoch ebenfalls leer ausging. In Deutschland wurde sie besonders in der Rolle der Eloi Weena aus der 1960 entstandenen Verfilmung des H.-G.-Wells-Romans Die Zeitmaschine bekannt, in der sie an der Seite von Rod Taylor die weibliche Hauptrolle spielt. Beide spielten 1967 in dem Söldner-Kriegsstreifen Katanga wieder zusammen.
Im Verlaufe der 1960er-Jahre blieb Mimieux eine vielbeschäftigte Schauspielerin vor allem zart wirkender junger Frauen, unter anderem neben Charlton Heston in Der König von Hawaii oder an der Seite von Olivia de Havilland in Licht auf der Piazza. In ihren Rollen als Leading Lady konnte sie allerdings oft nicht aus dem Schatten des Hauptdarstellers hervortreten und so wurde sie nie ein führender Kinostar. In den 1970er- und 1980er-Jahren spielte sie neben einigen weiteren Kinofilmen vermehrt für das Fernsehen, mit Hauptrollen in Fernsehfilmen. Bei zwei Fernsehfilmen mit Hauptrollen, Hit Lady (1974) und Obsessive Love (1984), verfasste sie ebenfalls das Drehbuch, damit sie die Hauptfiguren komplexer gestalten konnte, was sie ansonsten bei vielen ihrer Rollen vermisste. Ihren letzten Auftritt vor der Kamera übernahm sie 1992 in dem Fernsehfilm Lady Boss, in dem sie eine auf Ivana Trumps Leben basierende Frau darstellte.
Mimieux war von 1972 bis 1985 mit dem Filmregisseur Stanley Donen verheiratet, 1986 heiratete sie den Multi-Millionär Howard Ruby. Mimieux starb wenige Tage nach ihrem 80. Geburtstag im Schlaf eines natürlichen Todes.

## Filmografie (Auswahl)
- 1958: Ein gewisses Lächeln (A Certain Smile)
- 1960: Insel der Sadisten (Platinum High School)
- 1960: Die Zeitmaschine (The Time Machine)
- 1960: Dazu gehören zwei (Where the Boys Are)
- 1962: Die Wunderwelt der Gebrüder Grimm (The Wonderful World of the Brothers Grimm)
- 1962: Der König von Hawaii (Diamond Head)
- 1962: Licht auf der Piazza (Light in the Piazza)
- 1962: Die vier apokalyptischen Reiter (The 4 Horsemen of the Apocalypse)
- 1963: Puppen unterm Dach (Toys in the Attic)
- 1964: Dr. Kildare (Fernsehserie, 2 Folgen)
- 1965: Sieben reiten in die Hölle (The Reward)
- 1967: Schmeißt die Affen raus (Monkeys, Go Home!)
- 1967: Die Bankräuberbande (The Caper of the Golden Bulls)
- 1968: Auf welcher Seite willst Du liegen, Liebling? (Three in the Attic)
- 1968: Katanga (The Mercenaries)
- 1970: Der Delta Faktor (The Delta Factor)
- 1970–1971: The Most Deadly Game (Fernsehserie, 12 Folgen)
- 1972: Endstation Hölle (Skyjacked)
- 1973: Die Odyssee der Neptun (The Neptune Factor)
- 1974: Hit Lady (Fernsehfilm, auch Drehbuchautorin)
- 1975: Reise in die Angst (Journey into Fear)
- 1976: Vergewaltigt hinter Gittern (Jackson County Jail)
- 1979: Das schwarze Loch (The Black Hole)
- 1979: Die Weiche steht auf Tod (Disaster on the Coastliner) (Fernsehfilm)
- 1981: Gehirnwäsche (Circle of Power) (Fernsehfilm)
- 1982: Liebe einen Sommer lang (Forbidden Love) (Fernsehfilm)
- 1984: Von Sehnsucht verzehrt (Obsessive Love) (Fernsehfilm, auch Drehbuchautorin und Co-Produzentin)
- 1984: Love Boat (Fernsehserie, Doppelfolge Die Hong Kong Affäre)
- 1985: Berrenger’s (Fernsehserie, 12 Folgen)
- 1990: Perry Mason und der falsche Tote (Perry Mason: The Case of the Desperate Deception) (Fernsehfilm)
- 1992: Lady Boss (Fernsehfilm)